# ROADM
ROADM (аббр. от англ. Reconfigurable optical add-drop multiplexer) - реконфигурируемый оптический мультиплексор с вводом-выводом) - в волоконной оптике является разновидностью оптического мультиплексора с вводом-выводом, который добавляет возможность удаленного переключения трафика из системы мультиплексирования с разделением по длине волны (WDM) на уровне длины волны. Это достигается за счет использования модуля избирательного переключения по длине волны. Это позволяет добавлять и/или удалять отдельные или несколько длин волн, несущих каналы данных, из транспортного волокна без необходимости преобразовывать сигналы по всем каналам WDM в электронные сигналы и обратно в оптические сигналы. 

## Преимущества ROADM
- Планирование всего назначения полосы пропускания не должно выполняться во время первоначального развертывания системы. Конфигурирование может быть выполнено по мере необходимости, не затрагивая трафик, уже проходящий ROADM.
- ROADM обеспечивает удаленную настройку и изменение конфигурации.
- В ROADM, поскольку заранее неясно, где потенциально может быть направлен сигнал, существует необходимость в балансировке мощности этих сигналов. ROADM обеспечивают автоматическую балансировку мощности.

Функциональность ROADM первоначально появилась в оборудовании для плотного мультиплексирования с разделением по длине волны (DWDM). И к 2005 году она начала появляться в оптических системах крупных городов (metro network) из-за необходимости построения крупных городских сетей для обработки трафика, вызванного растущим спрос на пакетные услуги.
Функции переключения или реконфигурации ROADM могут быть реализованы с использованием различных технологий переключения, включая микроэлектромеханические системы (MEMS), жидкокристаллические, термооптические и направляющие лучи переключатели в планарных волноводных схемах и технологию перестраиваемых оптических фильтров .